# Rue Lamblardie
Pour les articles homonymes, voir Lamblardie et Rue des Moulins.
La rue Lamblardie est une voie du 12e arrondissement de Paris, en France. Elle est située dans le quartier de Picpus.

## Origine du nom

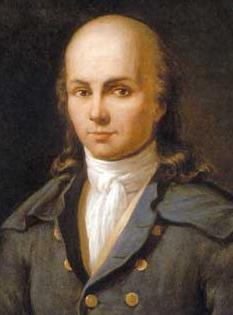
Jacques-Élie Lamblardie.

Le décret du 10 août 1868 lui a donné le nom de Jacques-Élie Lamblardie (1747-1797), ingénieur hydrographe. Deux variantes existent : « rue de Lamblardie », d’après la variante « Jacques-Élie de Lamblardie ».

## Historique
Cette voie qui se nommait auparavant « rue des Moulins-de-Reuilly », et qui est indiquée sur le plan de Jouvin de Rochefort de 1672, a aussi porté le nom de « rue des Deux-Moulins » avant de prendre par décret du 10 août 1868 le nom de « rue Lamblardie » :
Décret du 10 août 1868
« Napoléon, etc., 

Sur le rapport de notre ministre secrétaire d’État au département de l'Intérieur,
Vu l'ordonnance du 10 juillet 1816 ;
vu les propositions de M. le préfet de la Seine ;
Avons décrété et décrétons ce qui suit :
Article 8. — Les voies ci-après indiquées du 12e arrondissement  prendront les dénominations suivantes :
sentier Saint-Antoine prendra le nom de rue Sibuet ;
impasse de Reuilly prendra le nom de rue Rondelet ;
rue des Moulins prendra le nom de rue Lamblardie ;
etc.
Article 17. — Notre ministre secrétaire d'État au département de l'Intérieur est chargé de l'exécution du présent décret.
Fait au palais de Fontainebleau, le 10 août 1868. »